# 피아노 협주곡 22번 (모차르트)
피아노 협주곡 22번 내림마장조(K. 482)는 볼프강 아마데우스 모차르트의 22번째 피아노 협주곡이다. 모차르트는 이 곡을 1785년에 완성시켰다. 전체 3악장으로 구성되어 있다.
22번 곡의 구성은 다음과 같이 되어있다.
- 제1악장 알레그로 (Allegro)
- 제2악장 안단테 (Andante)
- 제3악장 알레그로 (Allegro)

22번은 한 대의 피아노, 플루트 1개, 클라리넷 2개, 바순 2개, 호른 2개, 트럼펫 2개, 팀파니와 현악기들로 구성되어 있다. 특히 22번은 모차르트의 피아노 협주곡 중 최초로 클라리넷이 사용되었다.